# Vertrag von Marrakesch
Der Vertrag von Marrakesch zur Erleichterung des Zugangs für blinde, sehbehinderte oder anderweitig lesebehinderte Personen zu veröffentlichten Werken (Vertrag von Marrakesch) ist ein völkerrechtlicher Vertrag auf dem Gebiet des Urheberrechts, der am 30. September 2016 in Kraft trat. Sein Hauptinhalt ist die Verpflichtung der Unterzeichner, in ihren Urheberrechtsgesetzen bestimmte Beschränkungen bzw. Ausnahmebestimmungen zugunsten von Blinden, Sehbehinderten und sonst lesebehinderten Menschen vorzusehen. Damit soll erreicht werden, dass die betroffenen Personen auf einen größeren Teil von Werken in einem barrierefreien Format zugreifen können.
Der Vertrag wurde am 27. Juni 2013 auf einer diplomatischen Konferenz der Weltorganisation für geistiges Eigentum (WIPO) in der marokkanischen Stadt Marrakesch abgeschlossen. Nachdem Kanada den Vertrag am 30. Juni 2016 als zwanzigste Partei ratifizierte, trat er drei Monate später in Kraft. In der Europäischen Union werden derzeit die Voraussetzungen für die Ratifikation geschaffen.

## Inhalt

### Qualifikation als Vertragspartei
Vertragsparteien des Marrakesch-Vertrags können zunächst alle der – derzeit 191 (Stand: 16. November 2017) – Mitgliedsstaaten der WIPO werden. Der Abschluss des WIPO-Urheberrechtsvertrags (WCT) ist also beispielsweise nicht erforderlich. Darüber hinaus kann die Generalversammlung der WIPO beschließen, eine zwischenstaatliche Organisation als Vertragspartei zuzulassen, wenn diese erklärt, (1) für die durch den Vertrag geregelten Bereiche zuständig zu sein, (2) über diesbezügliche Vorschriften, die für alle ihre Mitgliedsstaaten bindend sind, zu verfügen und (3) in Übereinstimmung mit ihrer Geschäftsordnung ordnungsgemäß ermächtigt worden zu sein, Vertragspartei zu werden. Die Europäische Union hat eine entsprechende Erklärung bereits auf der Diplomatischen Konferenz in Marrakesch abgegeben; für sie ist explizit festgehalten, dass sie Vertragspartei werden darf.
Diese Konstruktion der Zulässigkeitskriterien für Vertragsparteien ist in gleicher Form auch in anderen WIPO-Abkommen auf dem Gebiet des Urheberrechts vorgesehen und wurde insoweit von dort übernommen.

### Grundlegende Vereinbarungen

#### Begünstigte Personen
Wie sich bereits dem vollständigen Titel des Marrakesch-Vertrags entnehmen lässt, zielt er nicht auf Zugangserleichterungen zugunsten der breiten Masse von Konsumenten, sondern richtet sich speziell an die Gruppe der blinden, sehbehinderten oder sonst lesebehinderten Menschen. Im Vertragstext ist zusammenfassend von „Begünstigten“ die Rede.
Der Begriff „blind“ wird im Vertrag nicht näher definiert. Nach gängigem Verständnis ist Blindheit als Sehbeeinträchtigung zu verstehen, die so stark ausgeprägt ist, dass das visuelle Wahrnehmungsvermögen gänzlich fehlt oder jedenfalls nur noch äußerst schwach vorhanden ist.
Neben Blinden sind außerdem Personen erfasst, die unter einer Seh- oder Wahrnehmungsbehinderung oder Leseschwierigkeiten leiden, welche nicht so gelindert werden können, dass eine annähernd mit einem Nichtbetroffenen vergleichbare Sehfähigkeit erreicht wird, sodass die Betroffenen außerstande sind, Druckwerke im Wesentlichen gleich zu lesen wie Personen ohne die Beeinträchtigung. Neben den Sehbehinderungen zählt die Literatur mit Blick auf den offenen Wortlaut auch Fälle einer stark ausgeprägten Dyslexie zu den erfassten Konstellationen. Außerhalb des Privilegierungskreises liegen dagegen beispielsweise Fälle, in denen eine normale Sehfähigkeit durch den Einsatz einer optischen Sehhilfe (Brille, Kontaktlinsen) hergestellt werden kann. Darin angelegt ist nach Ansicht der Kommentarliteratur die Notwendigkeit, dass sich Personen, die zum Kreis der Begünstigten zählen sollen, zumindest gewisser Diagnose- bzw. Behandlungsverfahren haben unterziehen müssen, um der Beeinträchtigung abzuhelfen. Klarstellend ist allerdings in einer vereinbarten Erklärung zum Marrakesch-Vertrag festgehalten, dass es umgekehrt auch nicht erforderlich ist, alle möglichen Diagnosemethoden und medizinischen Behandlungen auszuschöpfen.
Schließlich erstreckt sich der Kreis der Begünstigten auch auf Personen, die aufgrund einer körperlichen Behinderung nicht in der Lage sind, ein Buch zu halten oder zu handhaben oder die Augen still zu halten oder zu bewegen, wie dies grundsätzlich für das Lesen nötig ist. Damit wird die Definition des recht weiten Kreises von Begünstigten komplettiert: Erfasst werden sollen also insbesondere nicht nur Personen, die unter einer Seh- bzw. Wahrnehmungsbehinderung leiden, sondern auch Personen, die durch anderweitige Beeinträchtigungen an der Lektüre von Büchern gehindert sind. Die Literatur verweist exemplarisch auf Betroffene der parkinsonschen Krankheit oder rheumatoider Arthritis.

#### Erfasste Werke
Schutzgegenstand des Urheberrechts ist das Werk. Der Marrakesch-Vertrag möchte allerdings nicht den Zugang der Begünstigten zu allen Werken erleichtern, sondern beschränkt sich auf Werke der Literatur und Kunst im Sinne der Revidierten Berner Übereinkunft (RBÜ) „in Form von Text, Notation und/oder diesbezüglichen Illustrationen“. Die RBÜ wiederum versteht Werke der Literatur und Kunst als „Erzeugnisse auf dem Gebiet der Literatur, Wissenschaft und Kunst, ohne Rücksicht auf die Art und Form des Ausdrucks“. Werke der Literatur und Kunst „in Form von Text“ sind etwa Bücher (gleich ob wissenschaftlicher oder belletristischer Natur), Broschüren, Zeitschriften, Drehbücher und gedruckte Predigten. In Form von „Notation“ (notation) liegen zum Beispiel Musikwerke in Notenschrift vor; als Zugangserleichterung ist in diesem Fall etwa an Transkriptionen in Braille-Musikschrift gedacht. Mit den „diesbezüglichen Illustrationen“ (related illustrations) sind Illustrationen im Kontext von Werken der Literatur und Kunst in Form von Text oder Notation gemeint. Der Marrakesch-Vertrag will also beispielsweise auch den Zugang zu Abbildungen erleichtern, wenn und soweit diese im Rahmen eines wissenschaftlichen Artikels Verwendung finden.
In einer vereinbarten Erklärung ist ergänzend festgehalten, dass der Werkbegriff auch Werke in einem Audioformat erfasst. Damit sind insbesondere Hörbücher gemeint, die auch explizit als Beispiel genannt werden. Die weiter gefasste Wortwahl in der vereinbarten Erklärung ist der Überlegung geschuldet, dass etwa auch Zeitschriftenartikel als gesprochene Fassung existieren können – diese sollten ebenfalls privilegiert werden. Aufnahmen von Musikwerken fallen hingegen – anders als Aufzeichnungen in Notenschrift – trotz der vereinbarten Erklärung nicht unter den Werkbegriff des Marrakesch-Vertrags, weil sie nicht in Form von Text oder Notation vorliegen. Andere Werke, die nicht unter den Werkbegriff des Marrakesch-Vertrags fallen, sind audiovisuelle Werke wie insbesondere Filmwerke.
Zusätzlich erforderlich ist, dass das betreffende Werk veröffentlicht oder auf anderen Trägern der Öffentlichkeit verfügbar gemacht worden ist. Auch diese Einschränkung findet ihren Niederschlag bereits im vollständigen Titel des Vertrags („zu veröffentlichten Werken“; eigene Hervorhebung). Sie verhindert Konflikte mit dem Erstveröffentlichungsrecht des Urhebers, das in vielen Urheberrechtsordnungen – insbesondere des Civil Law – als Bestandteil des Urheberpersönlichkeitsrechts vorgesehen ist.

#### Zugängliche Form

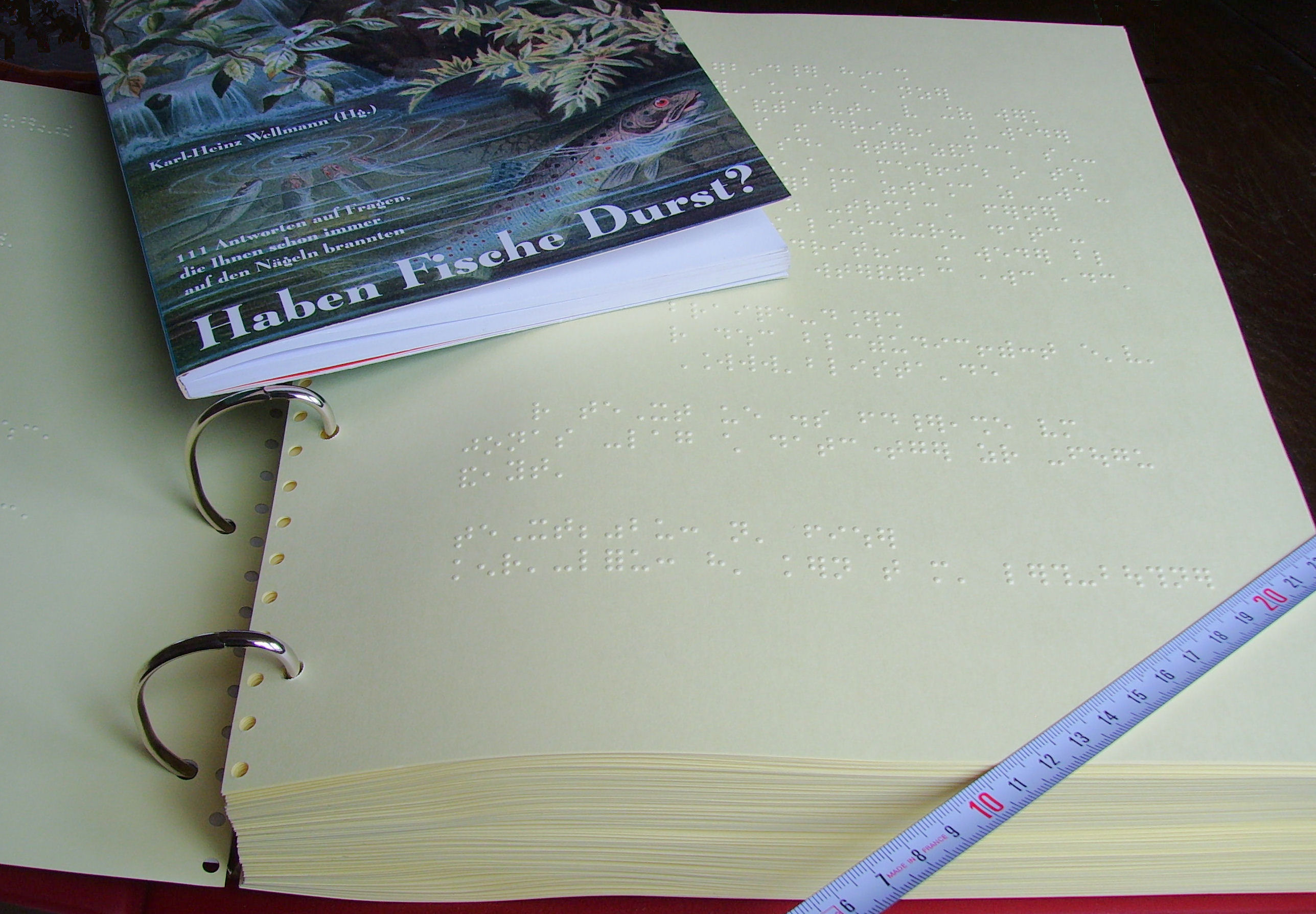
Buch mit Abschrift in zugänglicher Form (Braille-Schrift)

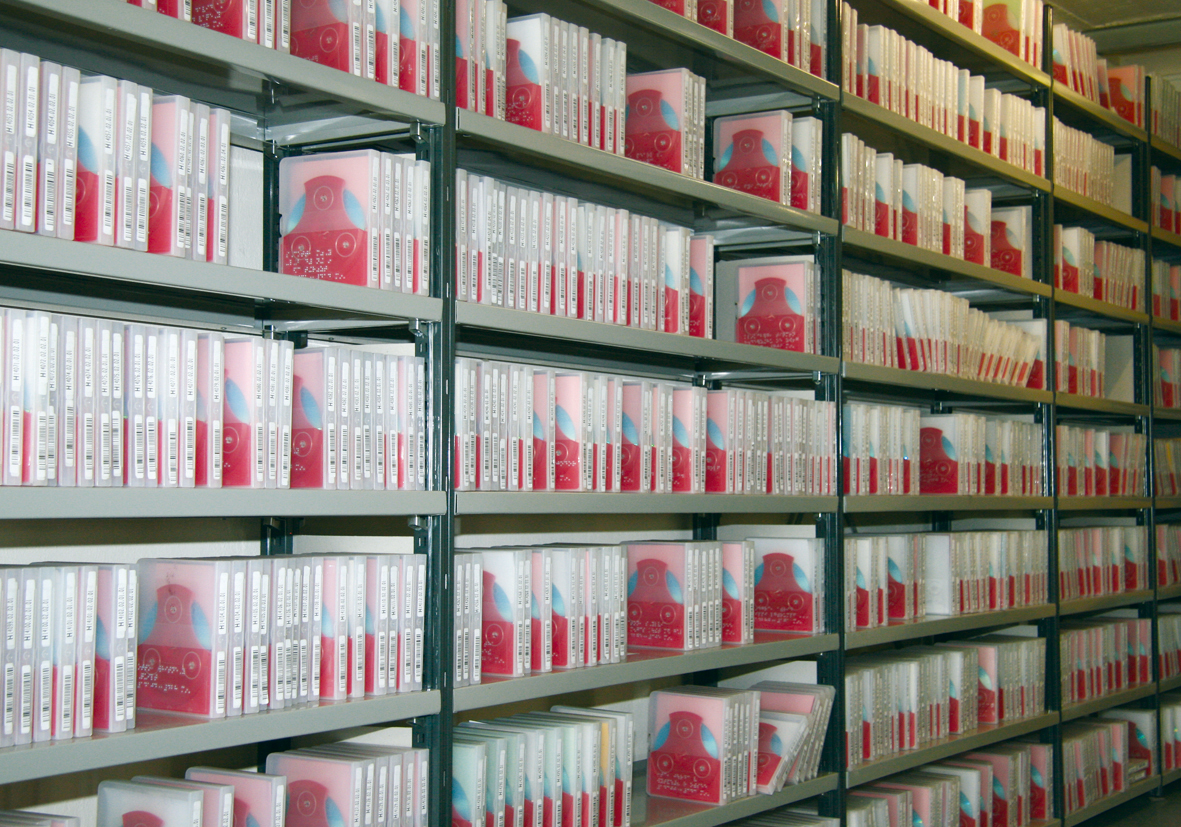
Bücherregal mit zugänglichen Hörbuchversionen von Büchern im DAISY-Format

Entsprechend der Intention des Marrakesch-Vertrags, die Situation blinder, sehbehinderter oder sonst lesebehinderter Menschen zu verbessern, geht es durchgängig nur um die Versorgung mit Werkexemplaren, welche auch tatsächlich geeignet sind, den Betroffenen den Werkgenuss zu ermöglichen. Operativer Angelpunkt des gesamten Marrakesch-Vertrags bilden daher die so genannten Werkexemplare „in einer zugänglicher Form“. Darunter versteht der Vertrag Werkstücke, die in einer speziellen Form präsentiert werden, welche „den Begünstigten Zugang zum Werk bietet, insbesondere einen ebenso leichten und freien Zugang wie nicht sehbehinderten oder sonst lesebehinderten Menschen“. Es geht dabei nicht um Werke, die von vornherein sowohl für blinde, seh- oder lesebeeinträchtigte Personen als auch für Personen ohne derlei Beeinträchtigungen zugänglich sind: Ein Artikel einer Online-Zeitschrift, der von vornherein in barrierefreier Form als HTML-Dokument im Internet in Verkehr gebracht wird, ist von den Ausnahmen- bzw. Schrankenbestimmungen im Vertrag nicht erfasst.

### Zentrale Bestimmungen

#### Bereitstellung von Werkexemplaren in zugänglicher Form
Einer der beiden zentralen Regelungsbereiche des Marrakesch-Vertrags ist das Erfordernis, Beschränkungen oder Ausnahmen bezüglich der urheberrechtlichen Verwertungsrechte zugunsten seh-, wahrnehmungs- bzw. lesebeeinträchtigter Personen vorzusehen:
Art. 4 Abs. 1 Buchstabe a) Marrakesch-Vertrag

Die Vertragsparteien sehen in ihrer nationalen Gesetzgebung zum Urheberrecht Beschränkungen oder Ausnahmen bezüglich des Rechts auf Vervielfältigung, des Rechts auf Verbreitung und des Rechts der öffentlichen Zugänglichmachung gemäß dem WIPO-Urheberrechtsvertrag (WCT) vor, um den Begünstigten Werke in einer zugänglichen Form leichter bereitzustellen. Die in der nationalen Gesetzgebung vorgesehene Beschränkung oder Ausnahme sollte die für das Zugänglichmachen des Werks in der speziellen Form erforderlichen Änderungen zulassen.
Die drei Verwertungsrechte, bezüglich derer Beschränkungen oder Ausnahmen aufzustellen sind, sind im Einzelnen
- das Vervielfältigungsrecht, worunter das ausschließliche Recht des Urhebers verstanden wird, Vervielfältigungen von seinem Werk anzufertigen (vgl. Art. 9 Abs. 2 RBÜ);[30]
- das Recht der öffentlichen Zugänglichmachung, also das ausschließliche Recht des Urhebers, die öffentliche drahtlose oder drahtgebundene Wiedergabe seines Werkes in der Weise, dass das Werk Mitgliedern der Öffentlichkeit an Orten und zu Zeiten ihrer Wahl zugänglich ist, zu erlauben (Art. 8 WCT). Dies umschließt insbesondere das Verfügbarmachen eines Werkes (etwa als Textdokument) im frei zugänglichen Internet; sowie schließlich
- das Verbreitungsrecht, worunter Art. 6 WCT das ausschließliche Recht des Urhebers versteht, über die öffentliche Zugänglichmachung des Originals und von Vervielfältigungsstücken eines Werks durch Verkauf oder anderweitige Eigentumsübertragung zu entscheiden.

Nicht in diesem Katalog enthalten sind insbesondere andere Ausformungen des Rechts der öffentlichen Wiedergabe wie das weltweit gängige Vortrags-, Aufführungs- und Vorführungsrecht. Für diese Rechte sind im Marrakesch-Vertrag keine Beschränkungen bzw. Ausnahmen vorgesehen; an späterer Stelle wird hinsichtlich des Aufführungs- und Vorführungsrechts lediglich betont, dass die Vertragsparteien diesbezüglich Beschränkungen bzw. Ausnahmen vorsehen können. Wie sich aus dem zweiten Satz der oben zitierten Bestimmung ergibt („sollte“), müssen die Vertragsparteien auch keine Beschränkung bzw. Ausnahme vorhalten, welche die Vornahme von Änderungen privilegiert, die für das Zugänglichmachen des Werks in der speziellen Form erforderlich sind. Dass eine solche Schrankenbestimmung nur empfohlen wird, wird in der Literatur unterschiedlich beurteilt. So sieht etwa von Lewinski darin keine wesentliche Einschränkung, weil das bloße, bestimmungsgemäß inhaltswahrende Überführen von Werken in eine den Begünstigten zugängliche Form üblicherweise von bestehenden Ausnahmen zum Vervielfältigungsrecht aufgefangen werde; andere problematisieren den nicht verpflichtenden Charakter derweil unter Verweis auf praktische Probleme im Grenzbereich zwischen rein „übersetzenden“ Änderungen und solchen Änderungen, mit denen bedarfsorientierte Zugangserleichterungen verbunden sind (beispielsweise dem Hinzufügen eines Registers, um die für Begünstigte oft schwierige rasche Navigation in einem Dokument zu erleichtern).
Der Doppelverweis auf „Beschränkungen oder Ausnahmen“ (eigene Hervorhebung) steht in einer langen regeltechnischen Tradition in supranationalen Urheberrechtsabkommen. Es besteht kein abschließender Konsens über das genaue Abgrenzungskriterium zwischen den beiden Termini, jedenfalls aber soll mit der alternativen Wortwahl den unterschiedlichen nationalen Rechtstraditionen Rechnung getragen werden. Ob die Vertragsparteien für die gewährten Beschränkungen bzw. Ausnahmen eine Vergütungspflicht einziehen, ist ihnen ausdrücklich selbst überlassen. Auch haben sie die Möglichkeit, nur für solche Werke Ausnahmen bzw. Beschränkungen vorzusehen, die für die Begünstigten nicht bereits zu angemessenen Bedingungen im Handel in einer entsprechend zugänglichen Form erhältlich sind. Zu denken ist hier etwa an nicht barrierefreie gedruckte Literatur, von denen durch den Verlag auch parallel eine digitale Version in zugänglicher Form angeboten wird. Mit einer solchen Regelung kann, so die verbreitete Überlegung, ein Anreiz für Rechteinhaber geschaffen werden, ihre Erzeugnisse von Anfang an auch in zugänglicher Form anzubieten; vergleichbare Regelungen gibt es bereits in einigen Ländern.

#### Grenzüberschreitender Austausch von Werkexemplaren in zugänglicher Form

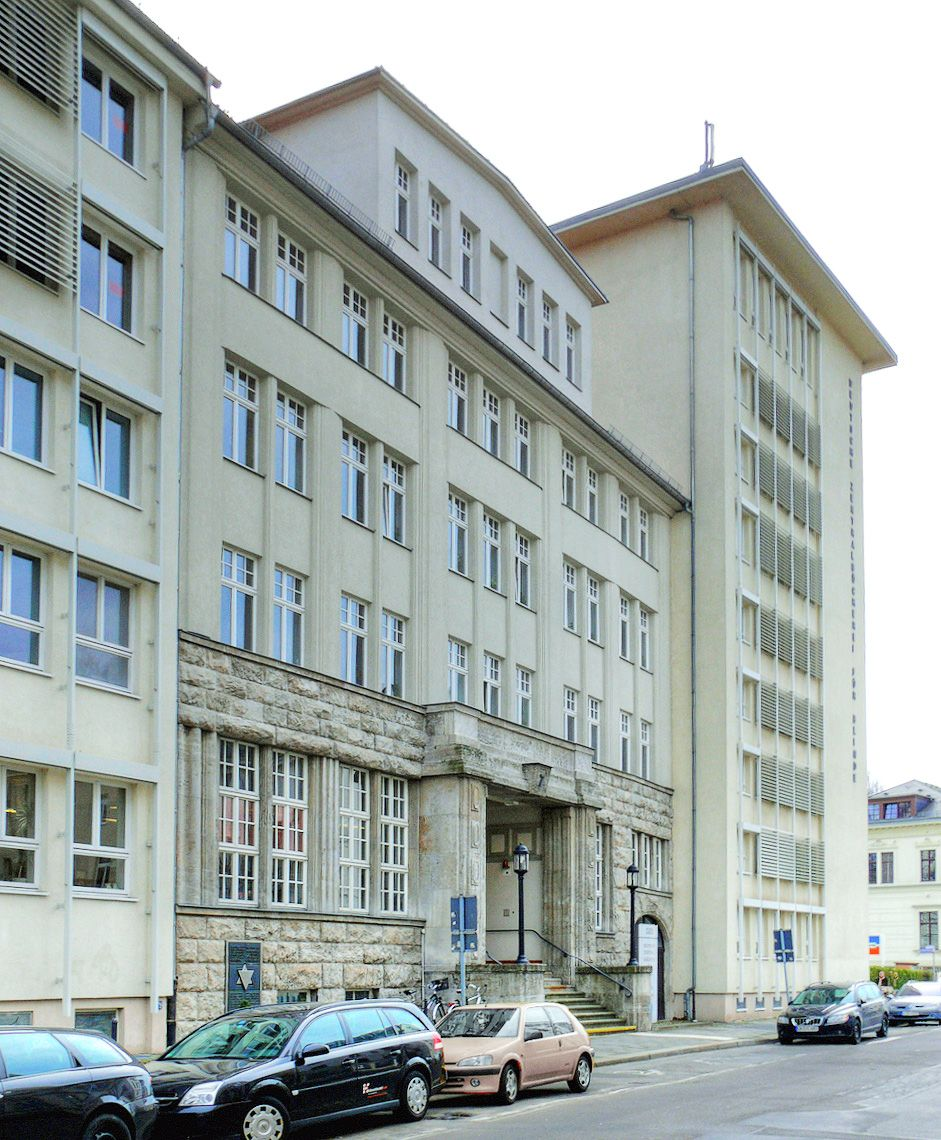
Deutsche Zentralbücherei für Blinde, Leipzig

Die zweite Hauptregelung des Marrakesch-Vertrags betrifft den grenzüberschreitenden Austausch von Werkexemplaren in zugänglicher Form:
Art. 5 Abs. 1 Marrakesch-Vertrag

Für den Fall, dass ein Werkexemplar in einer zugänglichen Form aufgrund einer Beschränkung oder Ausnahme oder kraft Gesetzes erstellt wird, sehen die Vertragsparteien vor, dass dieses Werkexemplar in einer zugänglichen Form einer begünstigten Person oder einer befugten Stelle in einer anderen Vertragspartei von einer befugten Stelle abgegeben oder bereitgestellt werden kann.
Im Zentrum dieser das Verhältnis zwischen den Vertragsstaaten betreffenden Regelung stehen die „befugten Stellen“. Hierbei handelt es sich um Stellen, „die vom Staat befugt oder anerkannt wurde[n], um den Begünstigten ohne Erwerbszweck Dienstleistungen im Bereich Ausbildung, pädagogische Ausbildung, angepasstes Lesen oder Informationszugang anzubieten“. Praktisch sind damit insbesondere Blindenbüchereien und vergleichbare Institutionen gemeint. Um befugte Stellen im Sinne des Marrakesch-Vertrags zu sein, müssen die Einrichtungen interne Prozesse implementieren, mit denen bestimmten – im Marrakesch-Vertrag näher ausgeführten – Formen des Missbrauchs vorgebeugt wird. Das zusätzliche Erfordernis der staatlichen Befugnis bzw. Anerkennung ist dadurch motiviert, dass so die Gefahr der unrechtmäßigen Inanspruchnahme der im Marrakesch-Vertrag vorgesehenen Privilegierung verringert werden soll. Nicht erforderlich ist, dass die Stellen selbst staatlich sind; infrage kommen vor allem auch Non-Profit-Organisationen, die die entsprechenden Kriterien erfüllen.
Jedenfalls dann, wenn die Erstellung des zugänglichen Werkexemplars nicht durch den Rechteinhaber erfolgt, ist dies meist mit erheblichem Aufwand verbunden. Abseits reiner Versorgungsaspekte birgt die Möglichkeit zum Austausch derartiger Werkexemplare über befugte Stellen vor diesem Hintergrund auch das Potenzial, gerade im Fall weniger stark nachgefragter Werke zusätzliche Kosten für die Erstellung barrierefreier Werkexemplare einzusparen. Aus beiden Aspekten erklärt sich freilich auch, warum die Austauschprivilegierung nur für Werkexemplare gilt, die „aufgrund einer Beschränkung oder Ausnahme oder kraft Gesetzes erstellt“ worden sind – und nicht auch für solche, die der Rechteinhaber selbst oder einer seiner Lizenznehmer in Umlauf gebracht hat; dort bleibt das Verbreitungsrecht des Urhebers unberührt.

#### Technische Schutzmaßnahmen
Eine Schwierigkeit bei der Herstellung barrierefreier Werkexemplare kann darin liegen, dass die bestehenden Werkexemplare mit technischen Schutzmaßnahmen versehen sind, deren Umgehung in den meisten Ländern verboten ist. Eine diesbezüglich Verbotspflicht ist nicht zuletzt in anderen WIPO-Verträgen enthalten; so fordert etwa der WIPO-Urheberrechtsvertrag von seinen Vertragsparteien einen „hinreichenden Rechtsschutz und wirksame Rechtsbehelfe gegen die Umgehung wirksamer technischer Vorkehrungen“, von denen Urheber zur Sicherung ihrer Rechte Gebrauch machen. Der Marrakesch-Vertrag verpflichtet diejenigen Vertragsparteien, die Verbotsnormen zur Umgehung technischer Maßnahmen vorsehen, „soweit erforderlich geeignete Maßnahmen“ zu ergreifen, damit Begünstigte durch solche Vorschriften nicht an der Inanspruchnahme der zu ihren Gunsten gewährten Beschränkungen bzw. Ausnahmen aus dem Marrakesch-Vertrag gehindert werden. Wann eine derartige Maßnahme „erforderlich“ ist und wann sie „geeignet“ ist, ist nicht näher bestimmt und dürfte sich im Rahmen eines Interessenausgleichs zwischen Rechteinhabern und Begünstigten ergeben.
In einer vereinbarten Erklärung ist überdies festgehalten, dass sich auch die im Marrakesch-Vertrag privilegierten befugten Stellen „unter verschiedenen Umständen“ entscheiden können, technische Maßnahmen für die Erstellung,  Verbreitung und Bereitstellung von Werkexemplaren in zugänglicher Form umzusetzen. Damit wird ein Mittel vorgeschlagen, um dem Erfordernis Rechnung zu tragen, dass die befugten Stellen nur den Werkzugang der Begünstigten – also der blinden, seh- oder anderweitig lesebehinderten Personen –, nicht hingegen auch denjenigen von Personen ohne entsprechende Beeinträchtigung erleichtern dürfen. So wäre etwa denkbar, dass befugte Stellen ein von ihnen auf Grundlage eines gedruckten Buches angefertigtes zugängliches elektronisches Werkexemplar mit Kopierschutzmaßnahmen versehen, um darauf hinzuwirken, dass ein begünstigter Nutzer es nicht unerlaubt im Internet öffentlich zugänglich macht.

#### Anforderungen an Schranken- bzw. Ausnahmeregelungen
Der Vertrag verweist umfassend auf die Grenzen der Beschränkungen bzw. Ausnahmebestimmungen, die die Vertragsparteien zur Erfüllung des Marrakesch-Vertrags implementieren dürfen. So werden ausdrücklich (und weitgehend wortlautgetreu) die verschiedenen Fassungen des Drei-Stufen-Tests aus der RBÜ, dem TRIPS-Abkommen und der WCT einbezogen. Marrakesch-Vertragsparteien, die zugleich Partei eines dieser Abkommen sind, sind explizit gehalten, bei der Formulierung der im Marrakesch-Vertrag geforderten Beschränkungen bzw. Ausnahmebestimmungen ihre Verpflichtungen aus den jeweils einschlägigen anderen Abkommen – insbesondere die Kompatibilität mit dem Drei-Stufen-Test – zu erfüllen. (Der Drei-Stufen-Test ist eine dem Interessenausgleich zwischen Urheber bzw. Rechteinhaber und Öffentlichkeit dienende Bestimmung, die in leicht veränderter Form in vielen Urheberrechtsabkommen enthalten ist. Er besagt im Wesentlichen, dass Beschränkungen bzw. Ausnahmen nur dann vorgesehen werden dürfen, wenn sie sich auf gewisse Sonderfälle beziehen [1. Stufe] und durch die erlaubten Verwertungshandlungen weder die normale Auswertung des Werkes beeinträchtigt [2. Stufe] noch die berechtigten Urheberinteressen unzumutbar verletzt werden [3. Stufe].)
Derweil statuiert bereits Art. 1 des Marrakesch-Vertrags, dass der Vertrag weder Pflichten noch Rechte, die aufgrund anderer Verträge zwischen den Marrakesch-Vertragsparteien bestehen, beeinträchtigt.

### Inkrafttreten und administrative Regelungen
Der Vertrag von Marrakesch trat drei Monate nachdem die zwanzigste qualifizierte Vertragspartei ihre Ratifikations- bzw. Beitrittsurkunde bei der WIPO hinterlegt hatte in Kraft. Als erste Partei ratifizierte Indien den Vertrag am 24. Juni 2014; am 30. Juni 2016 schloss Kanada als zwanzigste Partei den Ratifikationsprozess ab. Damit trat der Marrakesch-Vertrag am 30. September 2016 in Kraft. Die Zahl von 20 erforderlichen Ratifikationen ist etwas geringer als in den anderen mehrstaatlichen Urheberrechtsverträgen jüngeren Datums (WCT, WPPT, Vertrag von Peking: jeweils 30), jedoch höher als in den älteren Urheberrechtsverträgen der Sechziger- und Siebzigerjahre, die zum Inkrafttreten tendenziell nur etwa fünf oder sechs Ratifikationen bedurften. Der Marrakesch-Vertrag entfaltete mit dem Tag seines Inkrafttretens Bindewirkung für die zwanzig Parteien, die den Ratifikationsprozess bis zum 30. Juni 2016 vollendet hatten; für alle später hinzukommenden Ratifikationsparteien wird der Vertrag drei Monate nach Vollendung ihres jeweiligen Ratifikationsverfahrens bindend. Die Vertragsparteien können den Vertrag mit einjähriger Frist kündigen.
Administrativ folgt der Vertrag von Marrakesch der Übung in anderen WIPO-Abkommen. So bilden die Vertragsparteien insbesondere eine Versammlung, die Fragen zur Aufrechterhaltung und Entwicklung des Vertrags sowie zu seiner Anwendung und seiner Funktionsweise behandelt. Die Versammlung tagte zum ersten Mal im Oktober 2016.

## Umsetzung

### Europäische Union
Die Europäische Union hat den Vertrag von Marrakesch im Jahre 2017 durch zwei Rechtsakte umgesetzt:
- Die Verordnung (EU) 2017/1563 (Marrakesch-Verordnung) regelt  den  Rechtsverkehr mit Drittstaaten außerhalb der Europäischen Union und bedarf keiner weiteren Umsetzung.
- Die Richtlinie (EU) 2017/1564 (Marrakesch-Richtlinie) modifiziert die urheberrechtlichen Maßgaben im Recht der Europäischen Union.

Die Marrakesch-Richtlinie war bis zum 11. Oktober 2018 in das nationale Recht der Mitgliedstaaten umzusetzen.

#### Kompetenzstreitigkeiten
Die Europäische Union unterzeichnete den Marrakesch-Vertrag am 30. April 2014 nach entsprechendem Ratsbeschluss. Bereits in dessen Vorbereitungsphase drängten einige Mitgliedsstaaten auf die Klarstellung, dass der Abschluss des Marrakesch-Vertrags in die gemischte Zuständigkeit der EU und der Mitgliedsstaaten falle. (In diesem Fall läge die Vertragsschlusskompetenz bei der Gemeinschaft und den einzelnen Mitgliedsstaaten; im anderen Fall der ausschließlichen Zuständigkeit der EU wäre diese hingegen einzig berechtigt, die Übereinkunft abzuschließen.)
So brachten sieben Mitgliedsstaaten – Deutschland, Finnland, Frankreich, Rumänien, Slowakei, Slowenien und Tschechien – in einer Stellungnahme zum Ausdruck, dass jedenfalls Art. 4 des Marrakesch-Vertrags nach ihrer Auffassung nicht mehr in die ausschließliche Unionszuständigkeit fallen könne. Denn werde dort den Vertragsstaaten auferlegt, eine Beschränkung von bzw. Ausnahme zu den Ausschließlichkeitsrechten des Urhebers zugunsten lesebehinderter Menschen vorzusehen. Unionsrechtlich sei aber keine vergleichbare Verpflichtung vorgesehen; den Unionsstaaten sei lediglich ausdrücklich freigestellt, eine entsprechende Schrankenregelung vorzusehen (Art. 5 Abs. 3(b) InfoSoc-Richtlinie). Daraus könne keine ausschließliche Unionskompetenz erwachsen. Die Kommission vertrat dem gegenüber die Auffassung, die Ratifikation falle gemäß Art. 3 des Vertrags über die Arbeitsweise der Europäischen Union (AEUV) in die ausschließliche Unionszuständigkeit. Im Einzelnen stützt sich die Kommission in späteren Verlautbarungen auf die Kompetenzzuweisungen in Art. 114, 207 AEUV.
Ungeachtet der Meinungsverschiedenheiten schlug die Kommission dem Rat im Oktober 2014 die Ratifikation des Marrakesch-Vertrags vor. Dort regte sich postwendend Widerstand. Neben den Kompetenzfragen herrschte auch Uneinigkeit über die zeitliche Abfolge des Ratifikationsprozesses. Viele Delegationen vertraten die Ansicht, die Kommission solle zunächst einen Gesetzesvorschlag einbringen, in dem die zur Erfüllung des Marrakesch-Vertrags erforderlichen Anpassungen enthalten sind; andernfalls sei eine Ratifikation durch den Rat wirkungslos, da die Hinterlegung der Ratifikationsurkunde erst nach Umsetzung der Anpassungen im europäischen Recht möglich sei. Auf Vorschlag des Ausschusses der Ständigen Vertreter forderte der Rat die Kommission schließlich im Mai 2015 zur Ausarbeitung eines Legislativvorschlags auf, um das EU-Recht zunächst in Einklang mit den Anforderungen des Marrakesch-Vertrags zu bringen. Die Kompetenzfrage wurde dabei ausdrücklich offengelassen.
Im Juli 2015 beantragte die Kommission beim Gerichtshof der Europäischen Union gemäß Art. 218 Abs. 11 AEUV ein Gutachten über die Frage, ob die Europäische Union über die ausschließliche Zuständigkeit für den Vertragsschluss verfügt. Im September 2016 legte die Kommission einen Gesetzgebungsvorschlag vor, um die Voraussetzungen für den Beitritt zum Marrakesch-Vertrag zu schaffen; er sah vor, die Materie zum einen Teil in Form einer Richtlinie zu regeln, zum anderen Teil in Form einer Verordnung. Mit Beschluss vom 14. Februar 2017 bejahte der Gerichtshof die ausschließliche Unionszuständigkeit.

#### Verordnung und Richtlinie
Gestützt auf die Entscheidung des Gerichtshofs stimmte das Parlament am 6. Juli 2017 den – inzwischen nochmals abgeänderten – Entwürfen für eine Richtlinie und für eine Verordnung schließlich in erster Lesung zu. Nach Billigung durch den Rat wurden die Gesetze am 20. September 2017 verkündet. Richtlinie und Verordnung traten daraufhin am 10. Oktober 2017 in Kraft. Die Verordnung ist allerdings erst ab dem 12. Oktober 2018 anwendbar.
Die Richtlinie ist das Hauptinstrument zur Umsetzung der Verpflichtungen aus dem Marrakesch-Vertrag. Sie soll insbesondere gewährleisten, dass die Mitgliedsstaaten harmonisierte Regelungen zur Bereitstellung von Werkexemplaren in zugänglicher Form vorsehen. Mit der Verordnung werden die Verpflichtungen in Bezug auf den Austausch von Kopien in einem zugänglichen Format zwischen der Union und Drittländern geregelt. Anders als Richtlinien bedürfen Verordnungen nicht der Umsetzung in nationales Recht, sondern gelten unmittelbar in jedem Mitgliedstaat (Art. 288 AEUV). Den bei der Umsetzung von Richtlinien in nationales Recht bestehenden Umsetzungsspielraum gibt es bei Verordnungen somit nicht. Nach Auffassung des Gesetzgebers wurde für die Bestimmungen zur Ein- und Ausfuhr von Werkexemplaren in zugänglicher Form die Regelungsform der Verordnung gewählt, um „sicherzustellen, dass diese Maßnahmen im gesamten Binnenmarkt einheitlich angewandt werden und die Harmonisierung der in diesen Richtlinien geschaffenen ausschließlichen Rechte und Ausnahmen nicht gefährden“. Es handelt sich um die erste Verordnung auf dem Gebiet des – von der EU bislang allein durch Richtlinien geregelten – Urheberrechts.

#### Deutschland
Im deutschen Urheberrechtsgesetz wurde die Marrakesh-Richtlinie durch Einfügung der § 45a Abs. 3 bis § 45d UrhG umgesetzt. Rechtsinhaber, die Kopierschutzmaßnahmen ergreifen, sind verpflichtet, die notwendigen Mittel zur Verfügung zu stellen, um von den eingefügten Bestimmungen Gebrauch zu machen (§ 95b Abs. 1 Nr. 2 bis 5 UrhG). Die Regelung tritt zum 1. Januar 2019 in Kraft. Die Verordnung über befugte Stellen nach dem Urheberrechtsgesetz vom 8. Dezember 2018 (BGBl. I S. 2423) legt insbesondere die Sorgfaltspflichten befugter Stellen nach § 45c UrhG fest, um der unzulässigen Verwertung von Vervielfältigungsstücken in einem barrierefreien Format entgegenzuwirken.

### Schweiz
In der Schweiz wurde die Ratifikation des Marrakesch-Vertrags im Rahmen des im Dezember 2015 initiierten Vernehmlassungsverfahrens zur Revision des Urheberrechtsgesetzes und zu zwei Abkommen der Weltorganisation für geistiges Eigentum (WIPO) diskutiert. Nach dem Ende 2016 vorgelegten Ergebnisbericht wird die Genehmigung des Vertrags von Marrakesch „allgemein begrüsst“ und einzig von der FDP aus „grundsätzlichen Überlegungen“ abgelehnt. Nach Ansicht des federführenden Eidgenössischen Justiz- und Polizeidepartements sind durch Art. 24c des Urheberrechtsgesetzes (URG) bereits die meisten Anforderungen des Marrakesch-Vertrags erfüllt. Noch erforderlich ist nach dem Abschlussbericht allerdings eine Ergänzung der Ausnahmeregelung, um auch die Einführung von Werkexemplaren in einer zugänglichen Form aus einem Vertragsstaat in die Schweiz zu ermöglichen.
Der Bundesrat nahm am 2. Dezember 2016 vom Ergebnis der Vernehmlassung Kenntnis. Das Eidgenössische Justiz- und Polizeidepartement will dem Bundesrat vor Ende 2017 einen Vorschlag für das weitere Vorgehen unterbreiten.